# Flottsbro

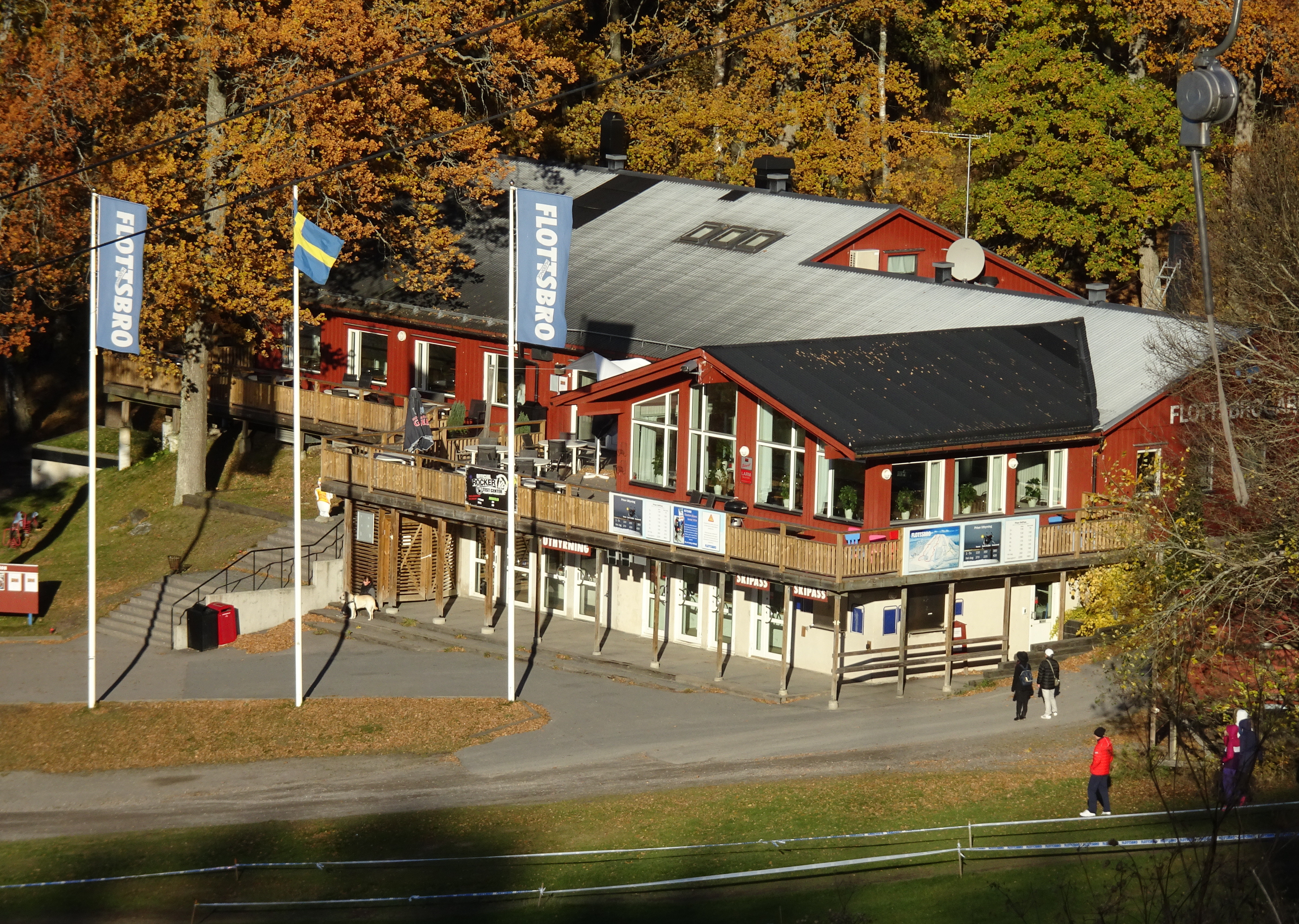
Flottsbrogården i oktober 2016.

Flottsbro är en camping och sportanläggning med friluftsområde i Huddinge kommun strax utanför Stockholm. Anläggningen är mest känd för campingplats, sin 100 meter höga skidbacke, en Bike Park, ett strandbad, en campingplats samt ett antal motionsspår, MTB- och XCO-leder samt vandringsleder. 
Flottsbro är omgiven av natur, endast 20 minuter från Stockholm City och ligger vid Albysjöns strand med tillgänglighet till Mälaren. Campingen erbjuder stugor, husvagns- och tältplatser året runt och det tar cirka 30 minuter med bil till Stockholm City. 
Klubbar som Huddinge skidklubb och Friluftsfrämjandet hyr in sig och håller sin verksamhet på Flottsbro.

## Historia

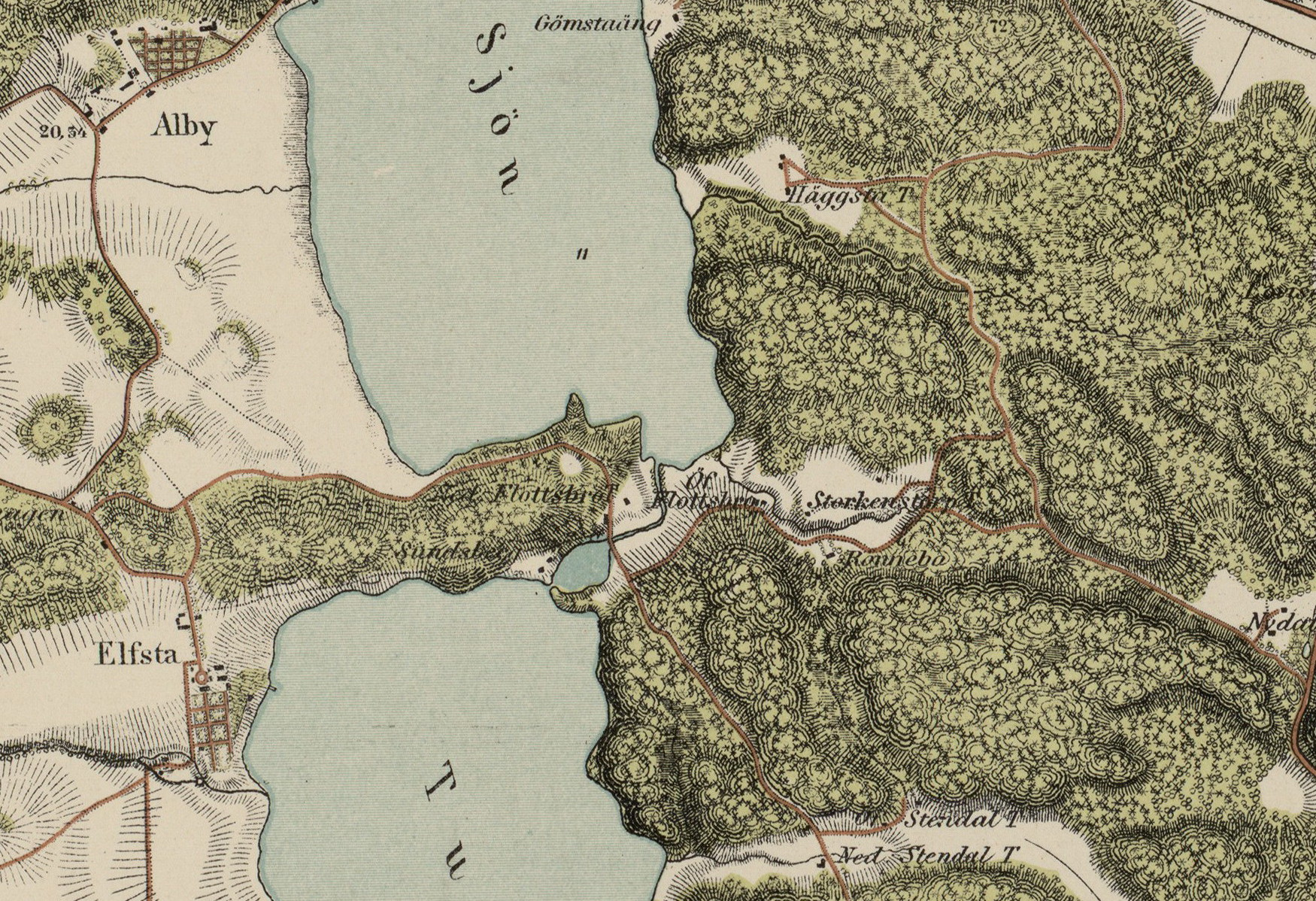
Flottsbronäset på en karta från 1861.

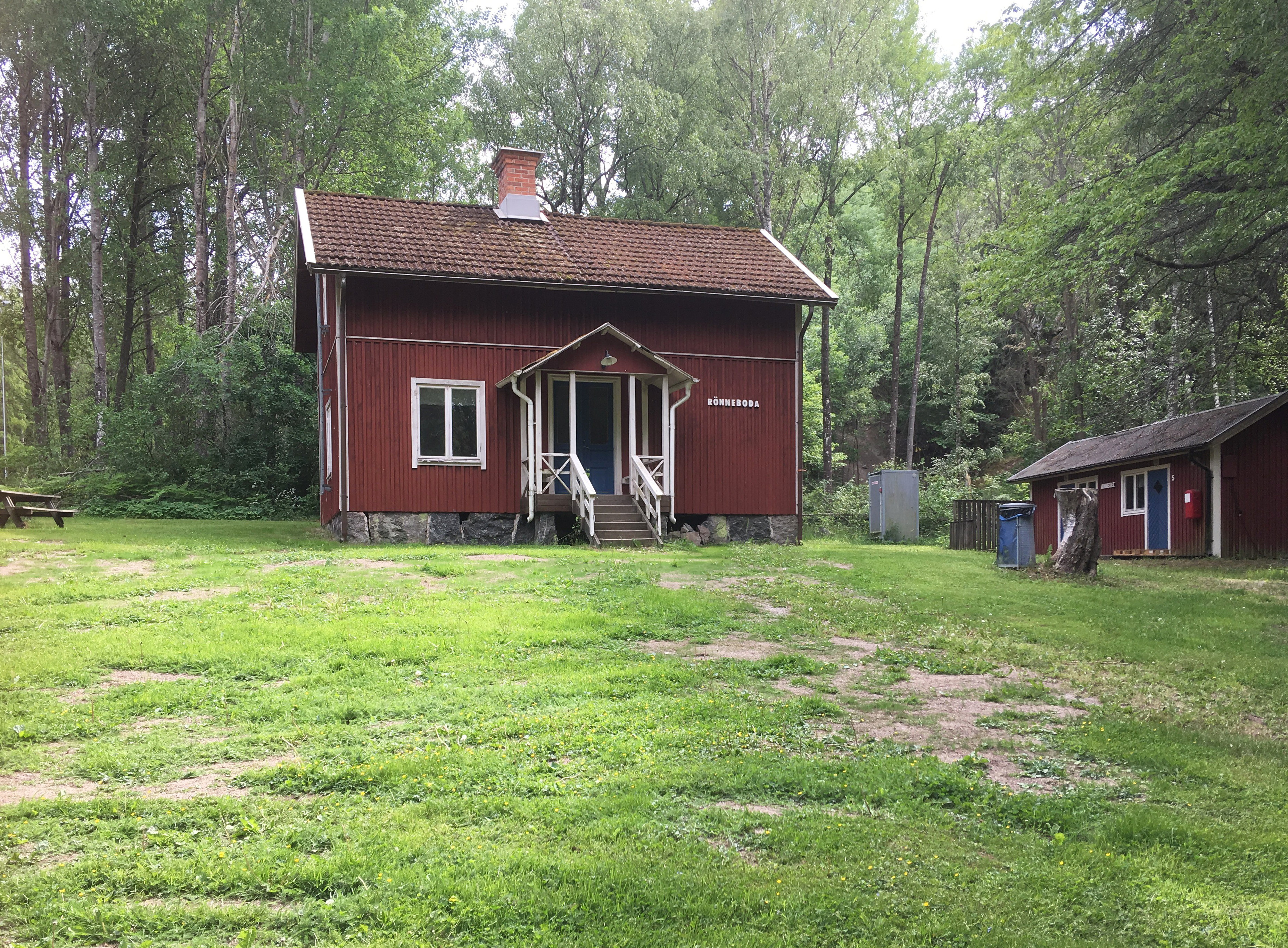
Torpet Rönneboda, juni 2019.

Historisk sett kommer namnet Flottsbro från att Gamla Göta landsvägen mellan Stockholm och Södertälje passerade Flottsbronäset fram till 1660-talet och att man förde resande över vattnet (nuvarande Flottsbrokanalen) på en flottbro. År 1568 förde Erik XIV sin styrka över flottbron söderut för att möta sina upproriska bröder, varvid Eriks ryttare lyckades slå tillbaka anfallet. Slaget stod vid Botkyrka kyrka. 
På midsommarafton 1634 passerade ett stort och högtidligt begravningståg förbi där. Det var Gustav II Adolfs stoft som fördes från Nyköpings slott till den sista vilan i Riddarholmskyrkan. 
På hösten 1654 reste Drottningen Kristina till Rom; hennes första etapp gick förbi denna plats innan hon tog in på närbelägna "Alby Krog" för natten. År 1669 flyttades vägen till Fittjanäset, som också befästes 1677.
Inom området för dagens Flottsbroanläggning fanns på 1860-talet tre torp: Nedre Flottsbro, Storkenstorp (även kallad Backen eller Övre Flottsbro) och Rönneboda. Det senare lydde under Elvesta gård, likaså Nedre Flottsbro medan Storkenstorp hörde till Alby gård. Nedre Flottsbro flyttades vid sekelskiftet 1900 ett hundratal meter längre mot sydost då det låg i vägen för den nya Flottsbrokanalen som skulle byggas mellan Albysjön och Tullingesjön. Torpet kom efter flytten endast kallades Flottsbro och gav dagens sportanläggning sitt namn. Idag finns bara Rönneboda kvar. Byggnaden hör till Flottsbroanläggningen och fungerar som enkel övernattningsstuga och vandrarhem.

## Flottsbrobacken
Föregångaren till Flottbrobacken var på 1960-talet en slalombacke kallad "Ullerstupet" med släplift och skidstuga med kaffeservering. Av alla dessa anordningar syns ingenting längre idag. Området ingår numera Gömsta ängs naturreservat, som ligger vid Albysjön, cirka en kilometer norr om Flottbro.
Flottsbrobacken, Flottsbro Alpin,  är Stockholms högsta och längsta slalombacke, den har en fallhöjd på 103 meter och en banlängd på som mest 700 meter. Den har fem nedfarter och hopp för skidor och snowboard. Tävlingsbacken/ Flottsbro alpin-backen har Huddinge SK som dess hemmabacke. Den används då till träning och anordnade Stockholms tävlingar.

## Vandringsleder och pister

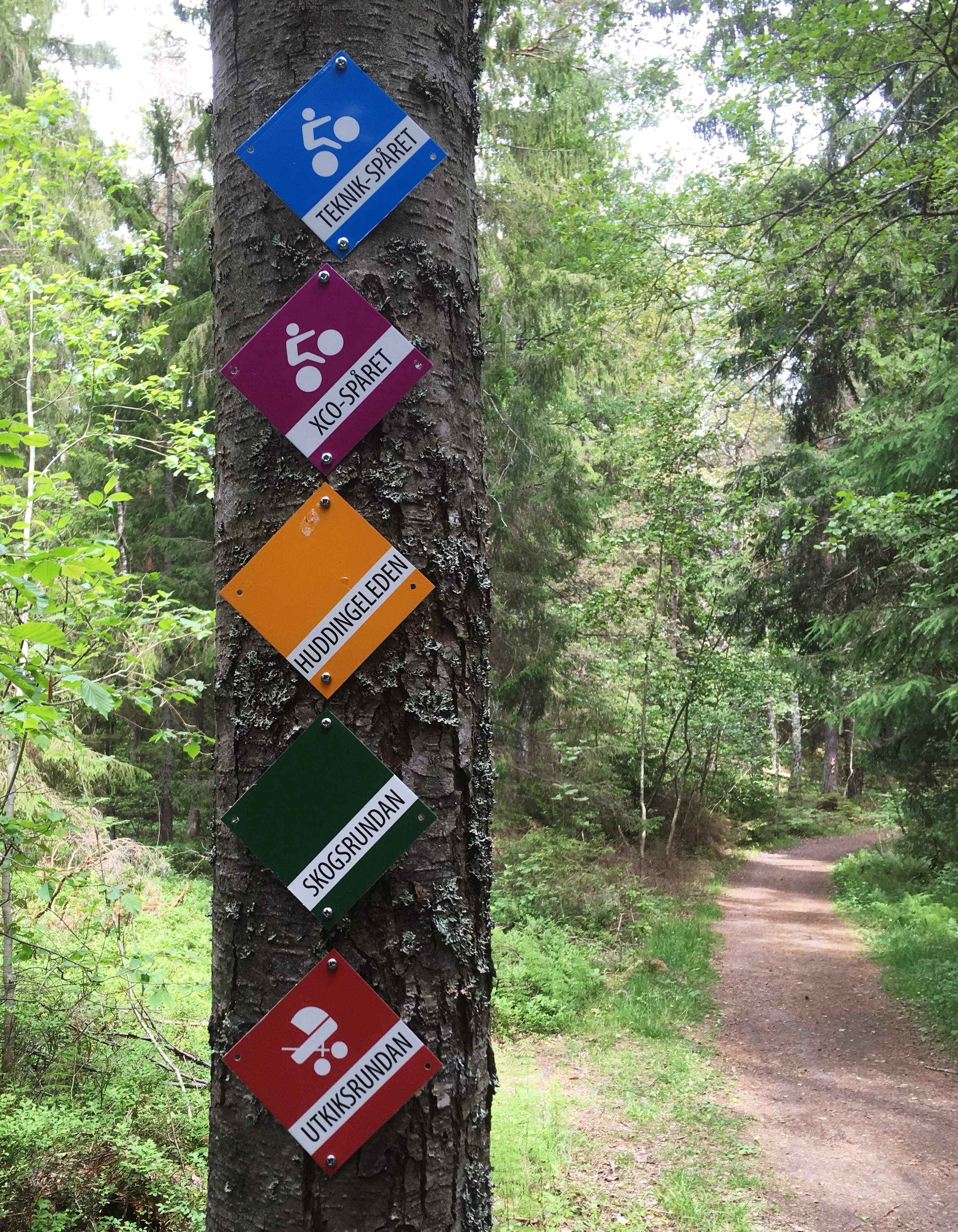
Några leder och pister

I skogarna omkring Flottsbro finns flera markerade vandringsleder med varierande längd och ett antal pister för mountainbike. Genom området går även en del av den drygt 80 kilometer långa Huddingeleden och en del av Stendalspromenaden som sträcker sig mellan Stendalsbadet i Tullinge och Albykistan i Alby.
- Utssiktsrundan, 4,0 km
- Kanalrundan, 2,0 km
- Masmostigen, 3,0 km
- Skogsrundan, 4,5 km
- Teknikspåret (mountainbike), 1,8 km
- XCO-spåret (mountainbike), 5,0 km

## Flottsbrobadet
Flottsbrobadet är ett strandbad vid foten av Flottsbrobacken (se koordinater). Badet har en ca 200 meter lång sandstrand vid Albysjön och två badbryggor. Sommartid finns en liten kiosk vid stranden, annars finns Flottbrogårdens restaurang som har öppet året om. Ungefär en kilometer söder om Flottsbrobadet, vid Tullingesjön, ligger det lilla Stendalsbadet.

## Bilder

Vinteraktiviteter
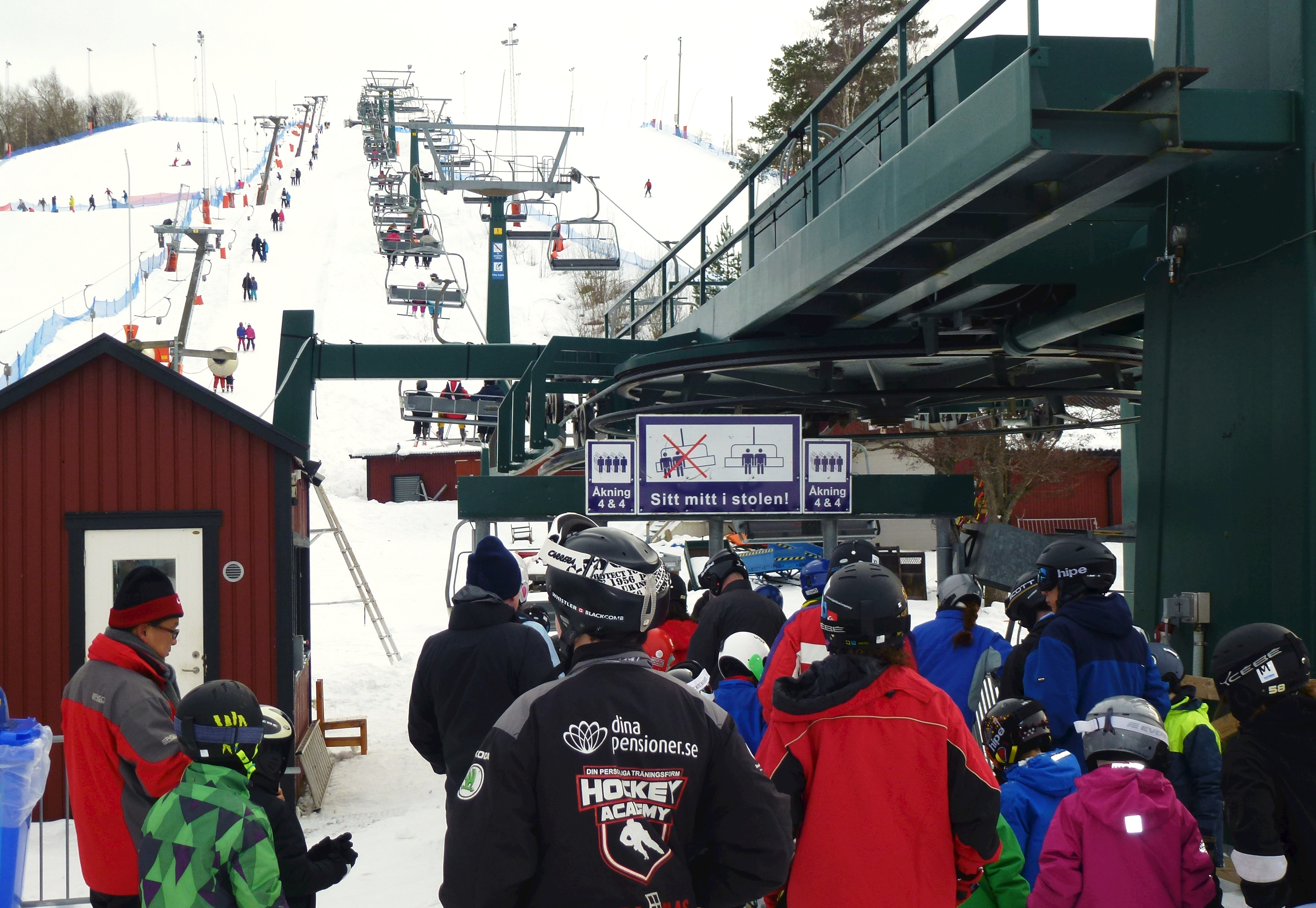
Liftkön
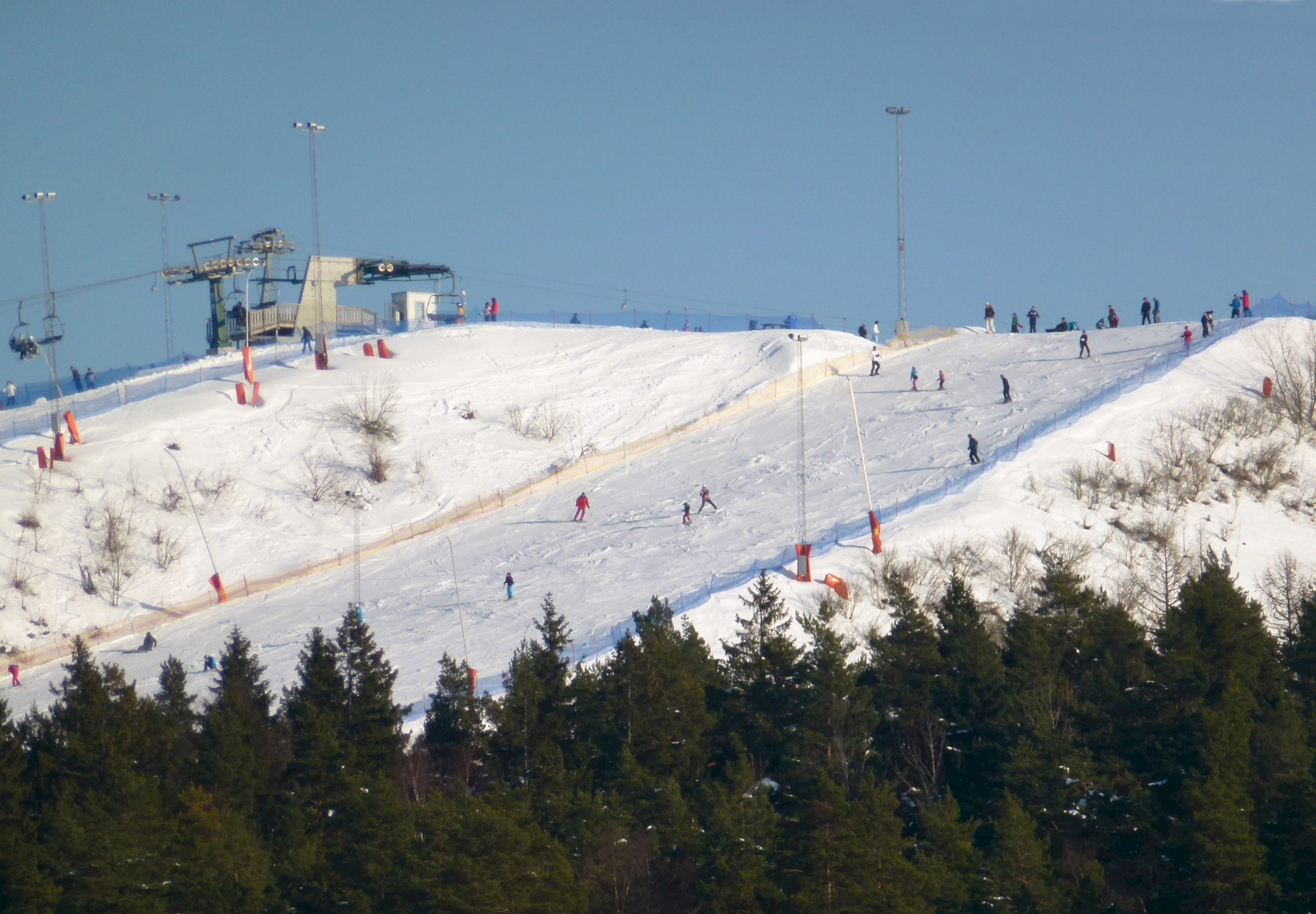
Flottsbro alpin
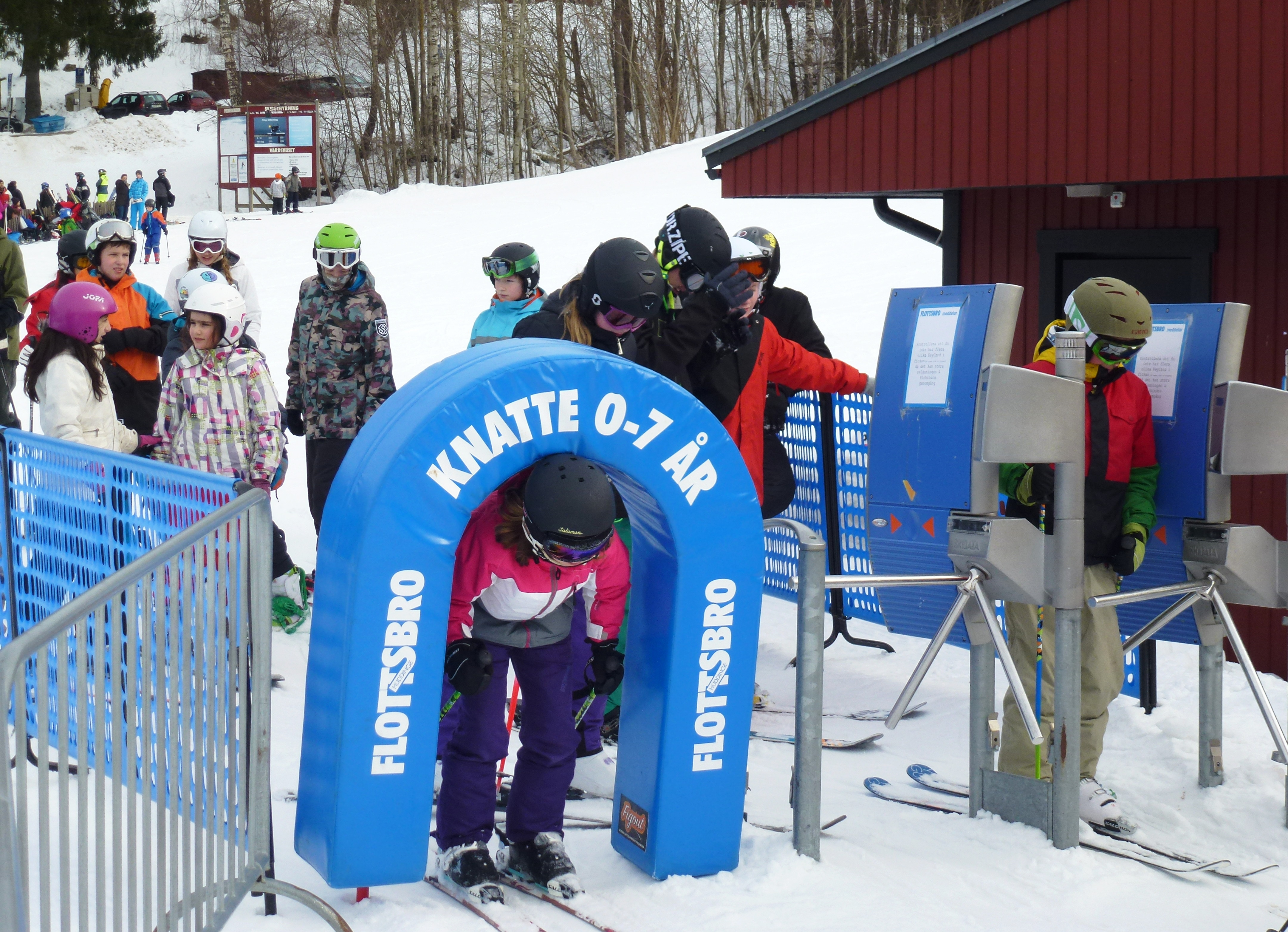
Knatte-vintersport
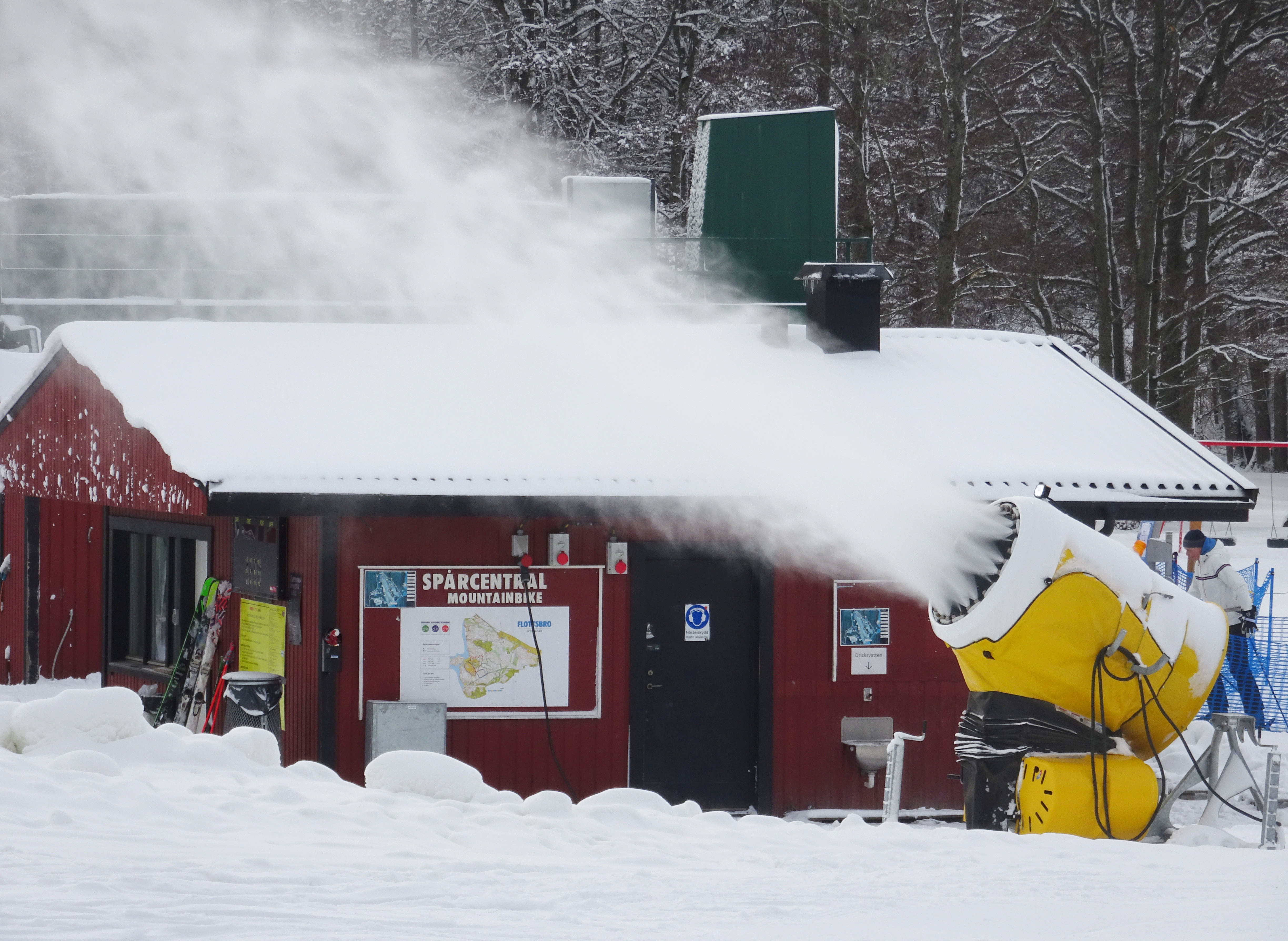
Snökanon

Sommar- och höstaktiviteter
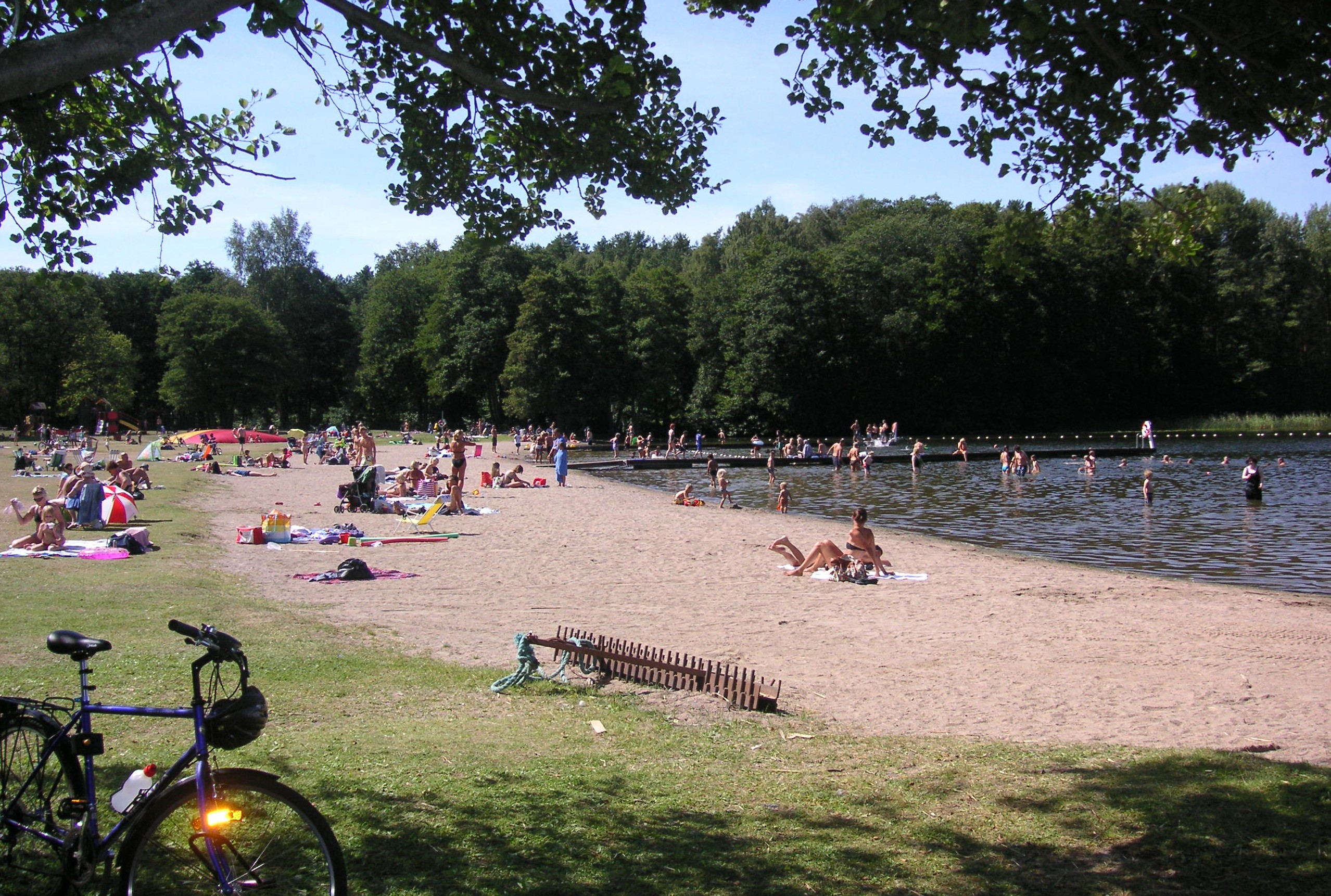
Flottsbrobadet
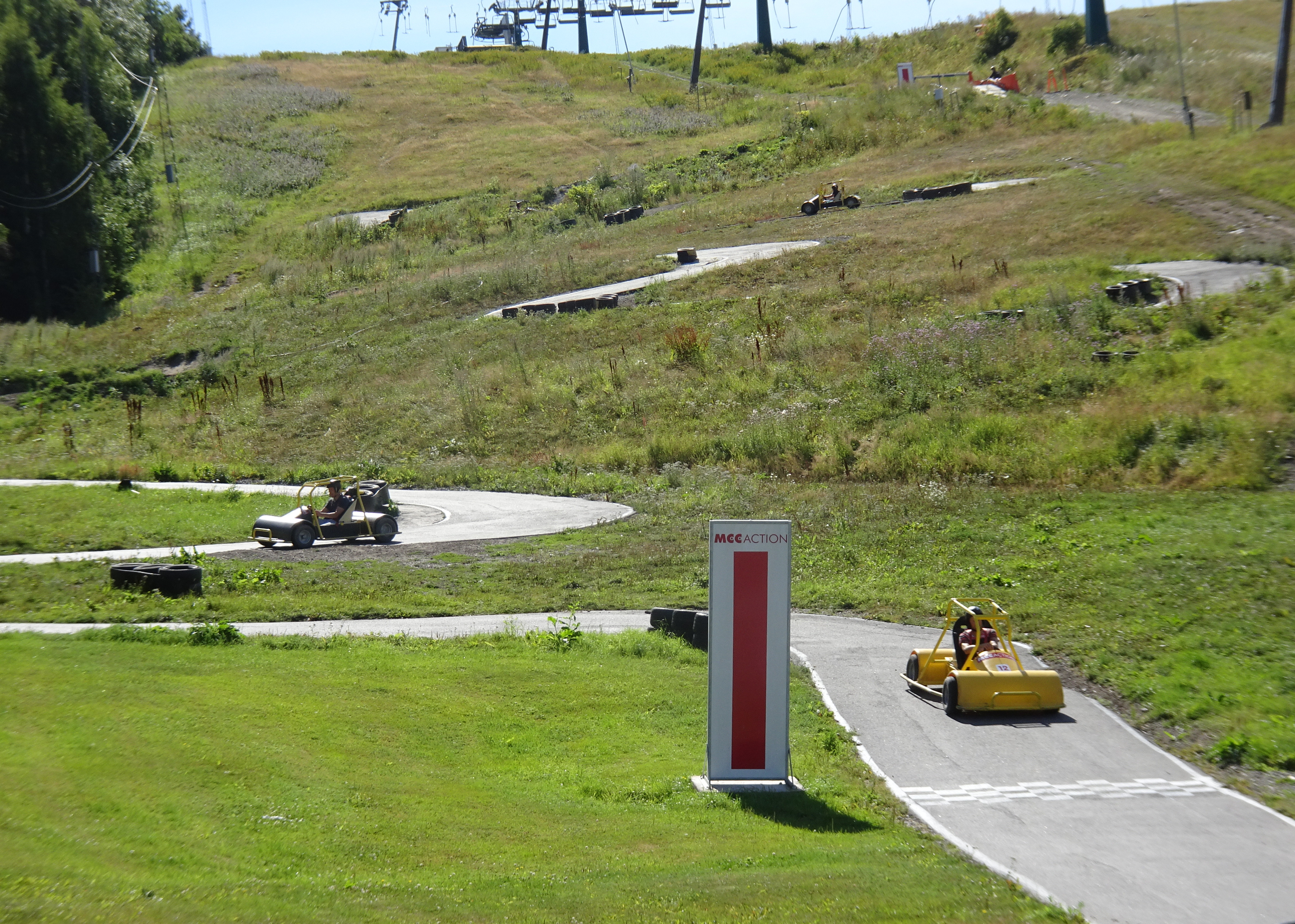
Flottsbro Downhill Cars
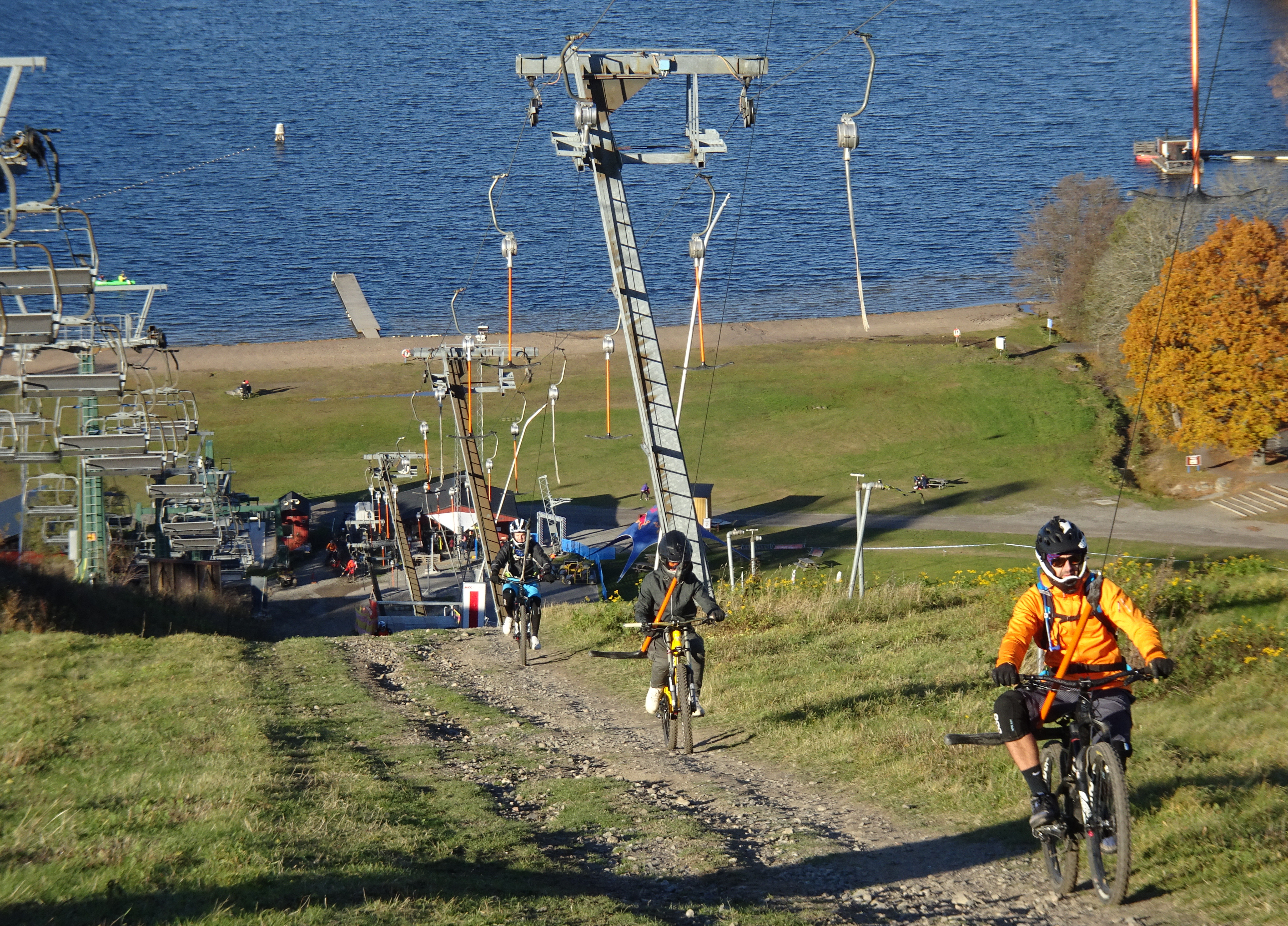
Släplift med cykel
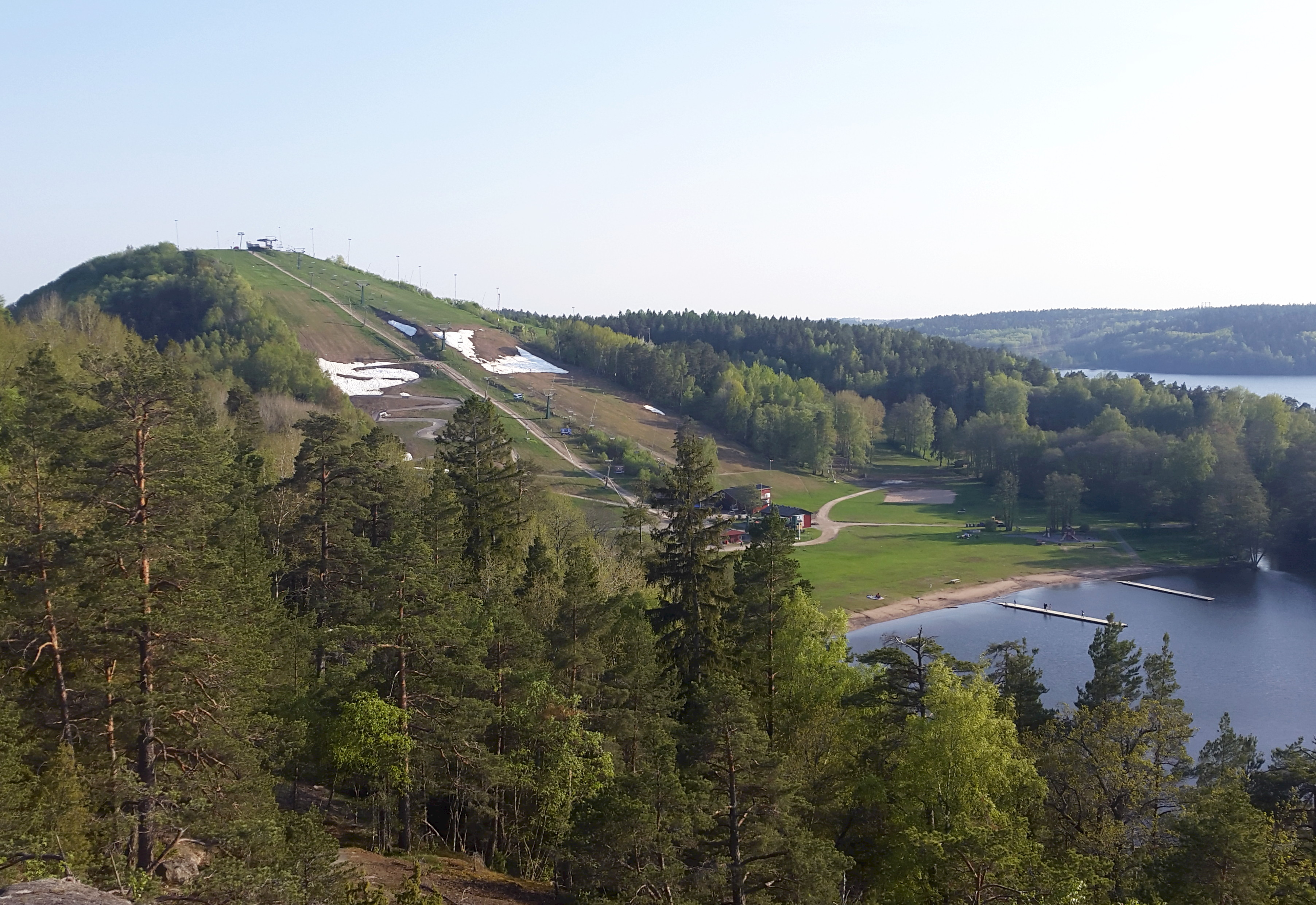
Vy över Flottsbrobacken med Flottsbrobadet

Omgivningen
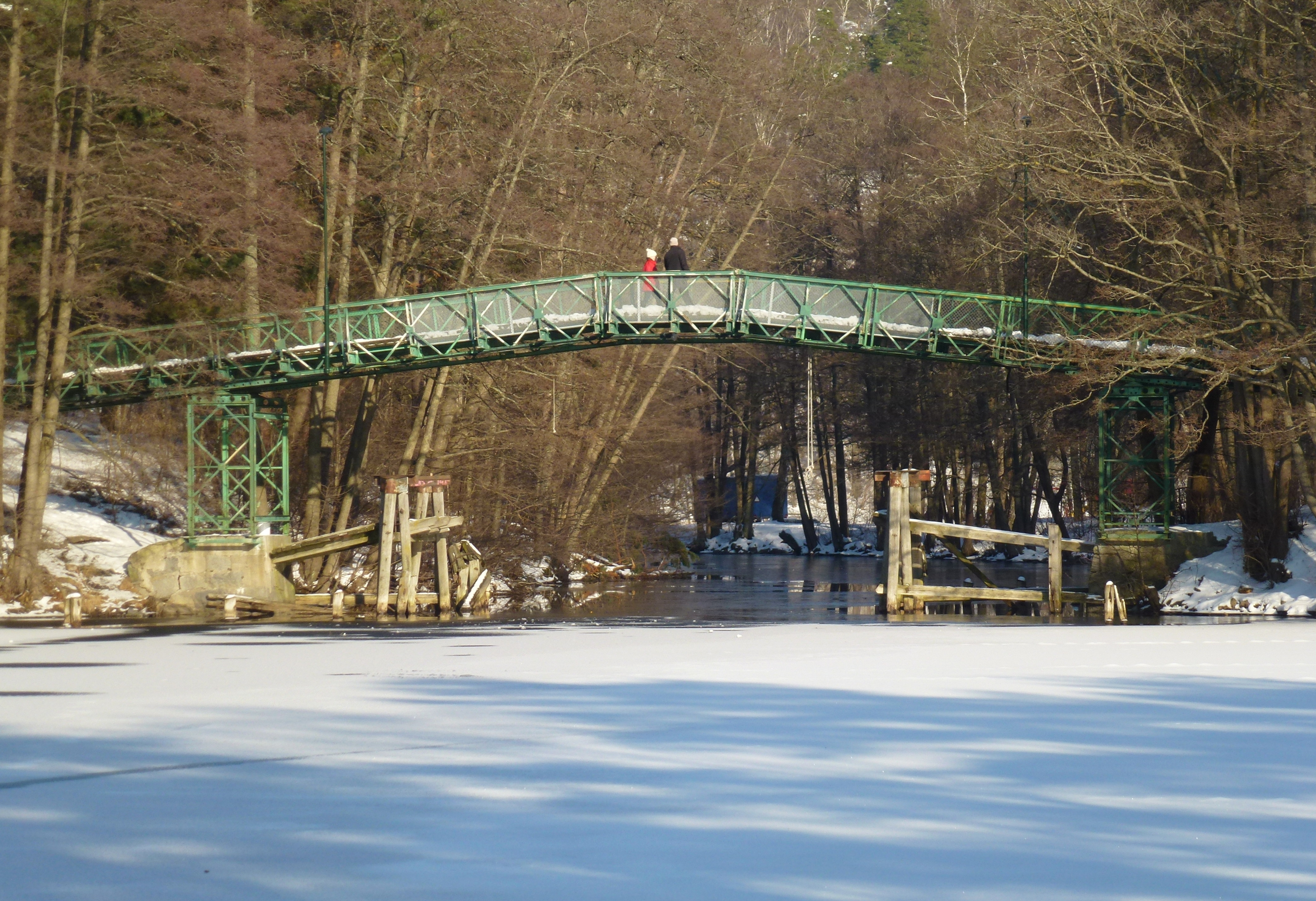
Flottsbrokanalen med militärbron.
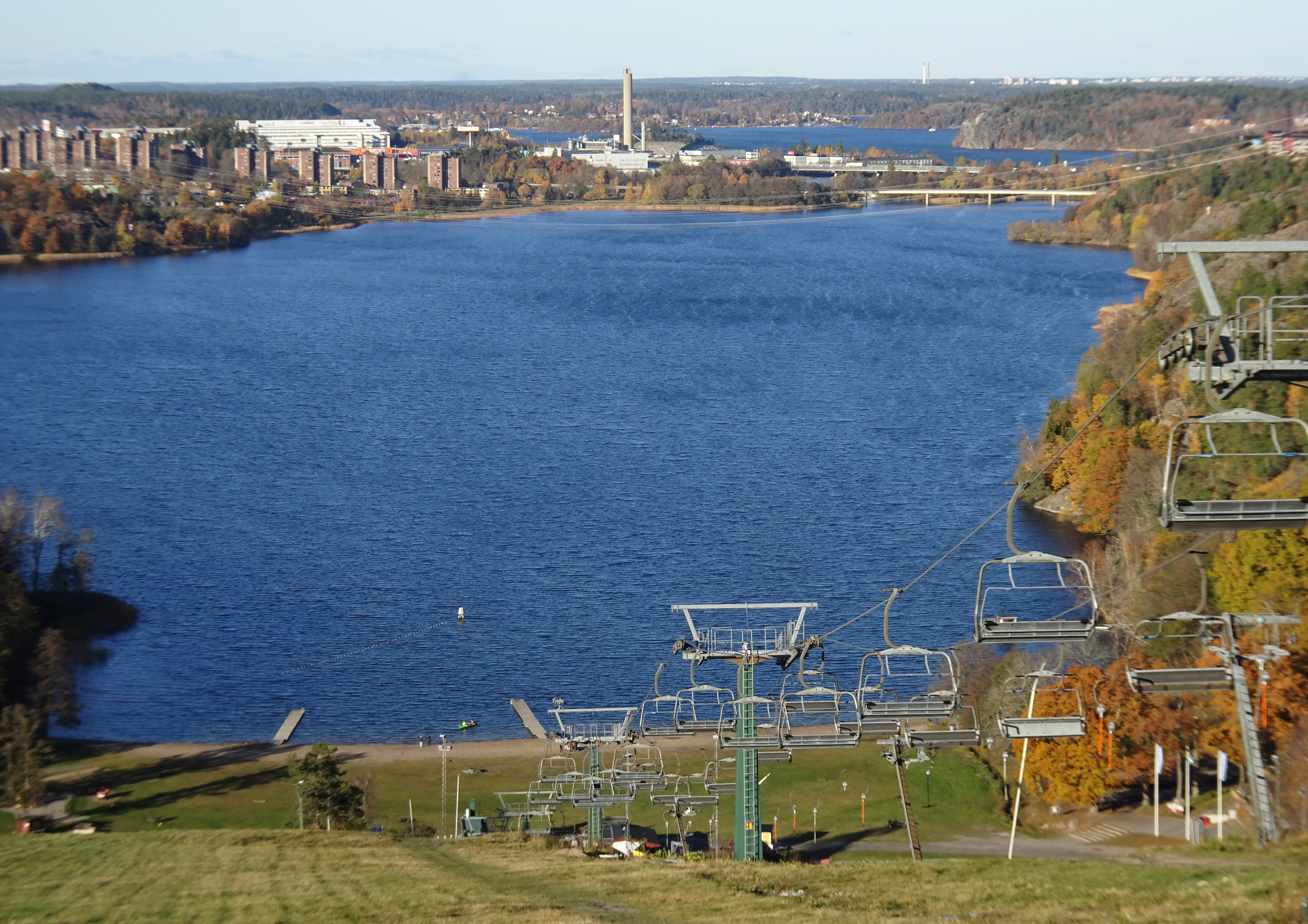
Vy över Albysjön.
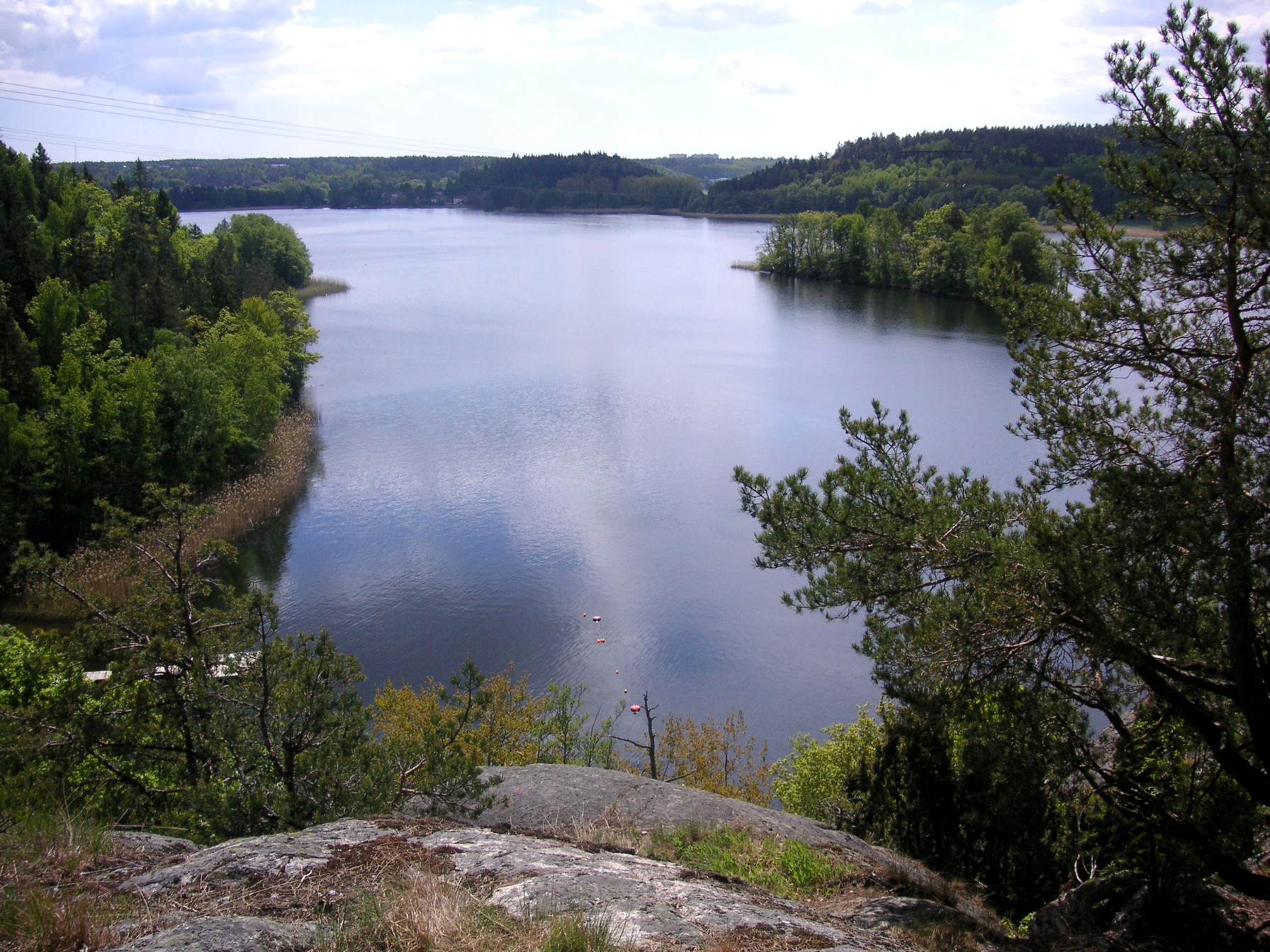
Vy över Tullingesjön.
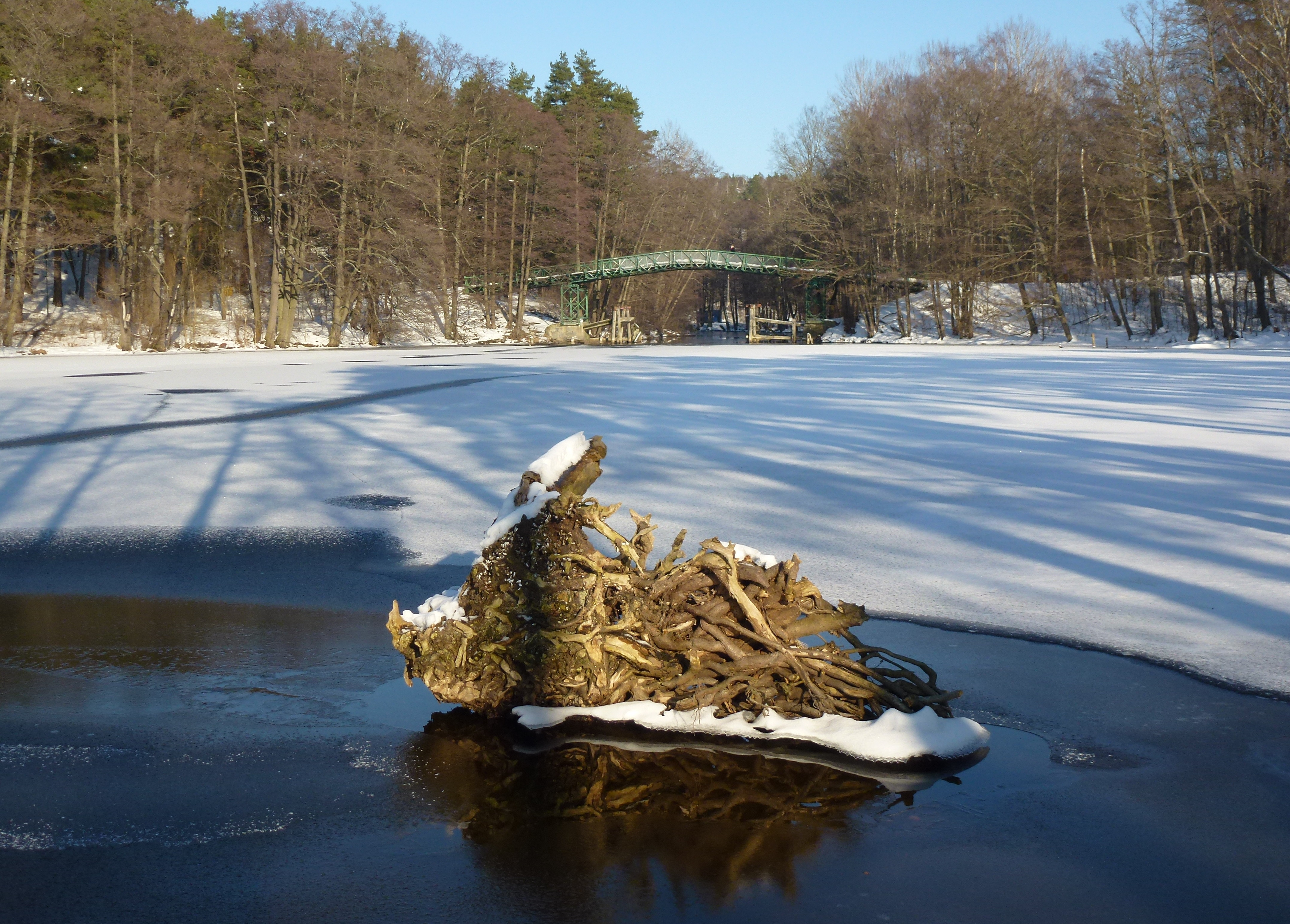
"Katthavet" med militärbron.

## Panorama

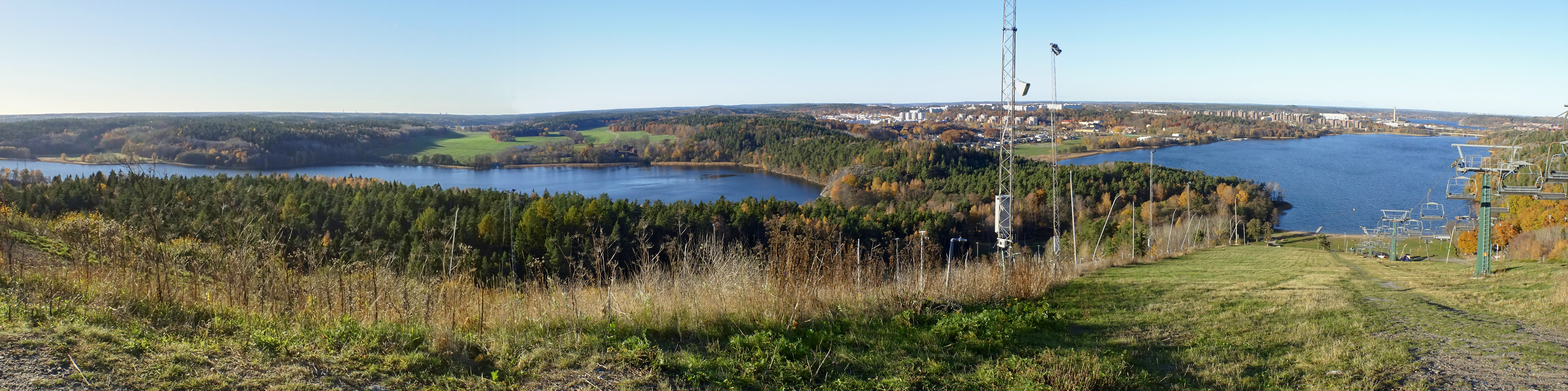
Vy från Flottsbrobacken över Flottsbronäset med Tullingesjön (till vänster) och Albysjön, oktober 2016.